# Lukhmi
Lukhmi är en typisk köttfärsrätt serverad som små- eller förrätt, huvudsakligen i Hyderabad i Indien. De fylls med köttfärs gjord av fårkött. Rätten är en icke-vegetarisk variant av samosas. Namnet kommer från det turkiska namnet på den grekiska rätten loukoumades, lukma. Rätten innehåller köttfärs från fårkött, yoghurt och mjöl. Köttfärsen är ofta så kallad keema, en typisk indisk köttfärsrätt med curry i. Rätten serveras ofta vid tillfällen som bröllop och liknande.